# 667
667 је била проста година.

## Догађаји
- Византијско-арапски ратови: Калиф Муавија I покреће серију напада на византијске поседе у Африци, Сицилији и на истоку.
- Лангобарди, под краљем Гримоалдом I, уништавају Одерзо (Северна Италија). Велики део њеног становништва бежи у оближњи град Ераклеју.
- Краљ Кавкаске Албаније Џаваншир (савремени Азербејџан) устаје против Арапа муслимана, али је поражен.
- Вигхард, надбискуп од Кентерберија, умире од бубонске куге док се враћао са посвећења у Риму.